# Theodoor van Thulden
Theodoor van Thulden, né le 9 août 1606 à Bois-le-Duc, et mort le 12 juillet 1669, à Bois-le-Duc également, est un peintre, un dessinateur et un graveur flamand, très influencé par Rubens.

## Biographie
Il est issu d'une famille catholique d'Oirschot, son père était orfèvre mais vivait d'un commerce de tissus et sa mère fille d'un orfèvre. En 1622, il figure en tant qu'élève dans la liste du maître Abraham van Blyenbergh (en). Il est peut-être également l'élève de Rubens.
En 1627, il devient maître de la guilde de Saint-Luc à Anvers. Il peint à Paris, de 1632 à 1634, des toiles aujourd'hui disparues, au couvent des Mathurins de Paris, pour les Trinitaires. Il y observe la première École de Fontainebleau,.
De retour à Anvers, il épouse en 1635 la fille du peintre Hendrick van Balen l'Ancien. Il travaille notamment à la décoration de la ville, en l'honneur du cardinal-infant Ferdinand, en compagnie de Rubens en 1635. Celui-ci meurt en 1640. Ce décès casse un des liens l'attachant à Anvers, et pour des raisons financières et familiales, il quitte cette cité en 1643 pour Oirschot, puis Bois-le-Duc. Il effectue cependant un nouveau séjour à Paris en 1647. Il meurt à Bois-le-Duc en 1669,,.

## Ses œuvres
Il a réalisé des toiles sur des thèmes religieux ou mythologiques (plus souvent galants qu'héroïques) et quelques rares portraits. Il aimait également les petits sujets, tels les foires ou kermesses, et les toiles de petites dimensions, correspondant à son tempérament élégiaque,.
Son art de la composition se rapproche de Rubens, sans en avoir la force, inclinant vers le classicisme, et préférant la grâce à la puissance. Sa palette privilégie davantage le brun, les couleurs sourdes, tout en maniant avec habileté le clair-obscur,,.

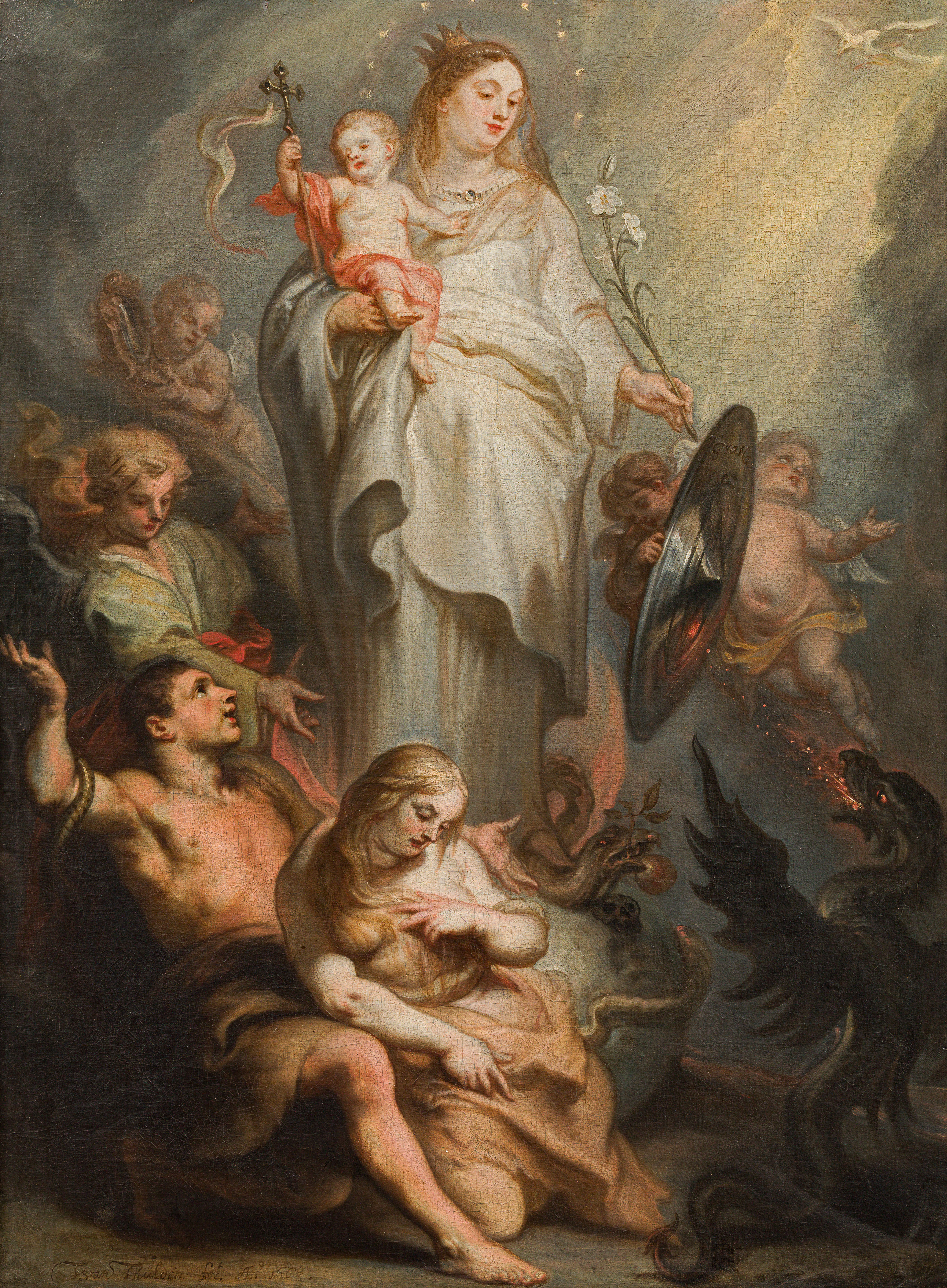
La glorification de la Vierge, 1663, collection privée.
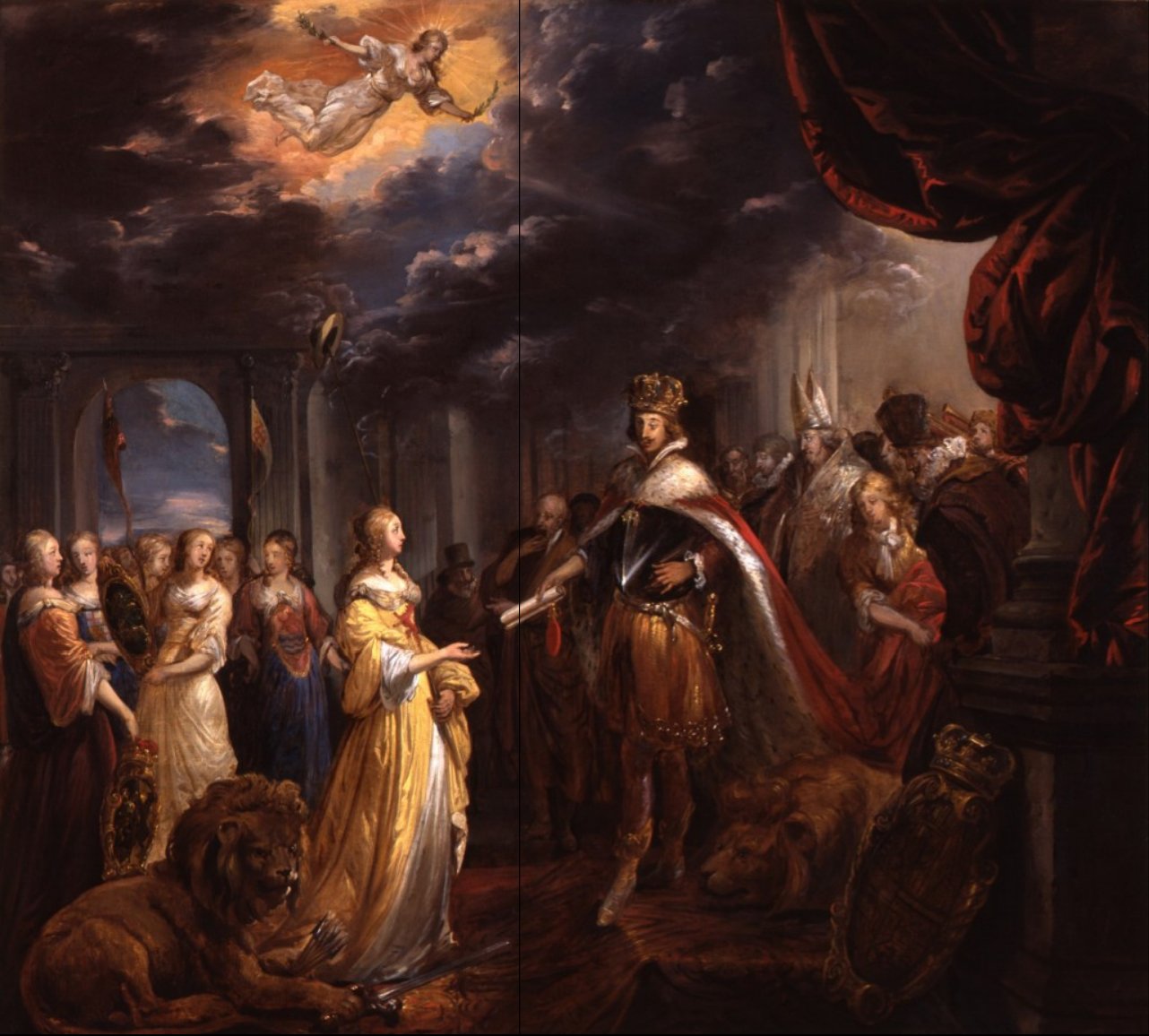
Le roi d'Espagne accordant la paix aux sept Provinces-Unies des Pays-Bas (1650, musée des Beaux-Arts de Quimper).
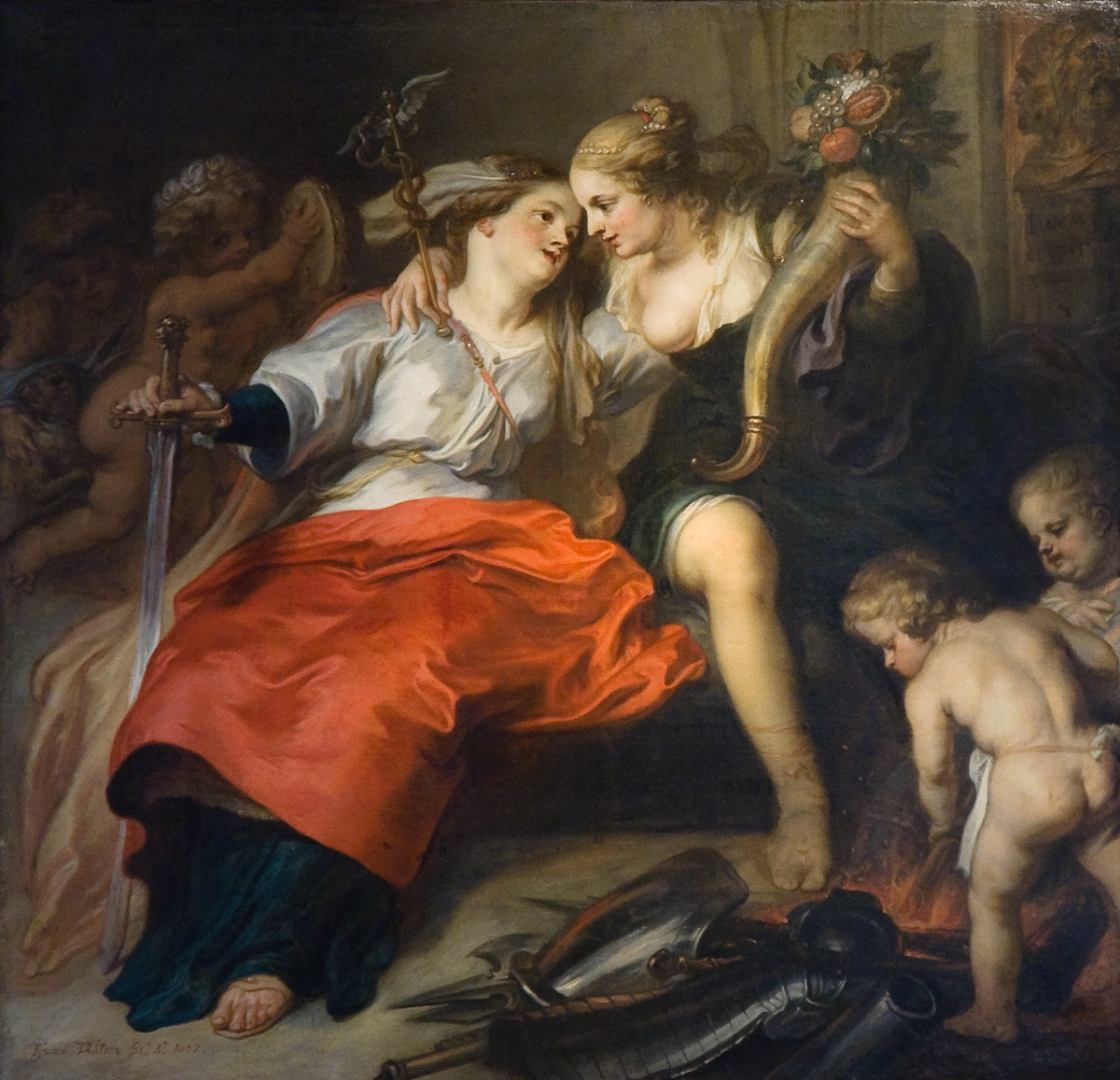
Allégorie sur le retour de la Paix, 1657.
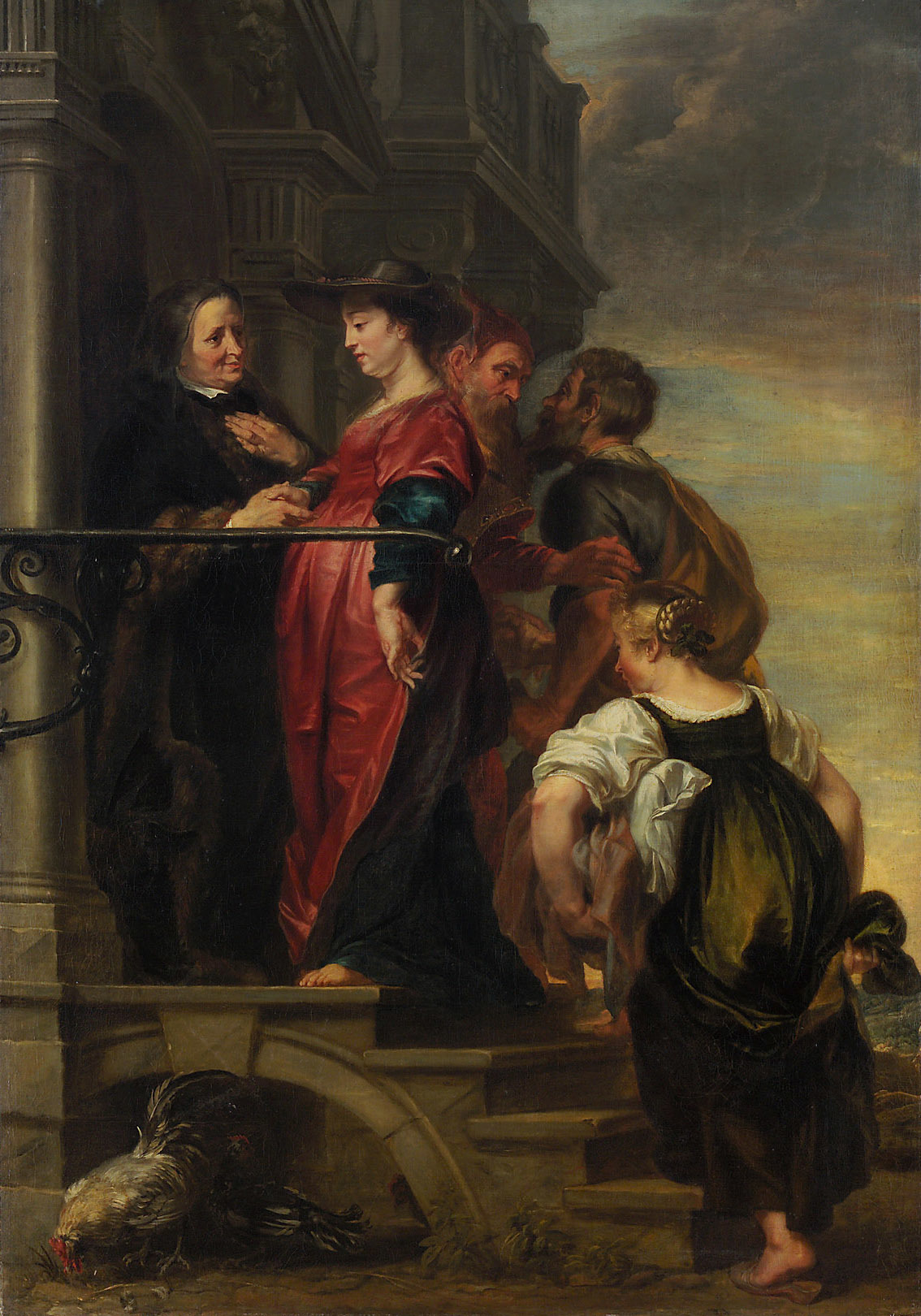
Visitation de la Vierge Marie, vers 1669.
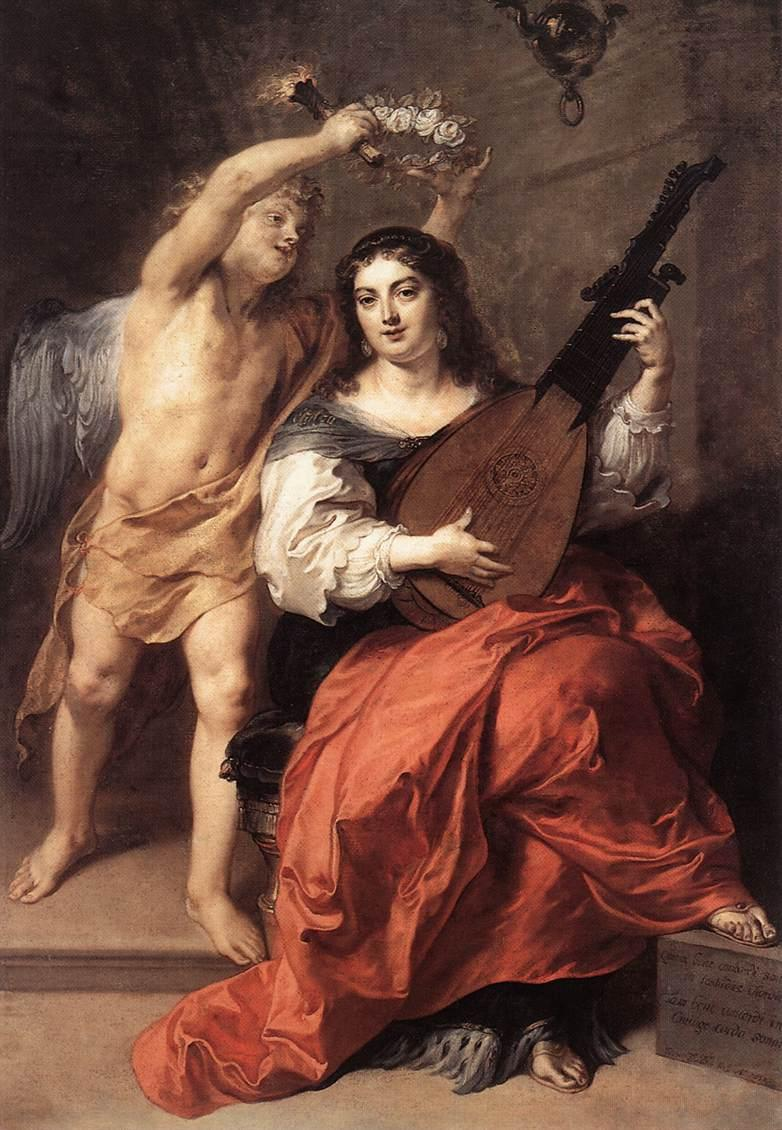
Harmonie et Mariage.

## Dessins
Beaux-Arts de Paris :
- Le voyage du Prince Ferdinand de Barcelone à Gênes ou Quos ego[5], pierre noire et rehauts de gouache sur papier bleuté, H. 0,270 ; L. 0,302 m. Ce dessin reprend une œuvre de Rubens réalisée pour la Pompa Introitus, l'entrée solennelle conçue pour accueillir le 14 avril 1635 le nouveau gouverneur Ferdinand, frère de Philippe IV d'Espagne. Face au succès que remporte ce décor, les magistrats de la ville d'Anvers commandent un recueil gravé pour perpétuer son souvenir. Van Thulden, collaborateur de Rubens, est choisi pour exécuter les estampes d'après les compositions du maître et diriger l'édition de l'ouvrage (paru en 1642). Le dessin des Beaux-Arts correspond à une première pensée, sorte de relevé rapide d'après la composition de Rubens[6].
- La Vierge apparaissant au frère Jean Duns Scot[7], plume et lavis brun, H. 0,118 ; L. 0,085 m. Van Thulden illustre l'ouvrage sur l'ordre franciscain, Studium seraphicum sacri Ordinis Franciscani (publié en 1643). Il est constitué de six planches exécutées au burin par Jacob Neeffs, et consacré, hors de la page de titre, à cinq théologiens de l'ordre franciscain, dont Jean Duns Scot. Le dessin de l'Ecole des Beaux-Arts est préparatoire à l'une de ces estampes exécutées en sens inverse avec une grande fidélité par Jacob Neeffs (Bibliothèque nationale de France, Paris)[8].
- Le Christ apparaissant à saint Antoine Abbé[9], plume, encre brune et lavis brun, H. 0,212 ; L. 0,178 m. Ce dessin est vraisemblablement destiné à être gravé, comme en témoigne l'inscription inversée des mots prononcés par le Christ "Saint Antoine, je suis avec toi". Il correspond à un modèle pour un petit tableau de dévotion exécuté pour un usage privé. Van Thulden est allé jusqu'à concevoir le cadre en proposant des variantes décoratives pour les parties latérales[10].
- Sainte Agnès[11], plume, encre brune et lavis brun, H. 0,118 ; L. 0,085 m. Il s'agit sans doute d'une étude préparatoire pour une estampe, proche de la série gravée de saints et de saintes exécutée par P. de Bailliu vers 1640-1645[12].